# Урва (село)
Урва (азерб. Urva, лезг. Вурвар) — село в Гусарском районе Азербайджана.
Расположено в 11 километрах к северо-западу от города Гусар.

## География
Село Урва расположена в Гусарском районе Азербайджана.Территория подвержена частому сходу оползней

## Сихилы
Общество Вурвар включает:
Накьвнедайбур — выжившие после голодовки во время войны с персами
Шихмохьамадар — потомки Шейх-Мухаммада,
Хъуьрехъар —  любящие подшутить,
Неъар — много кушающие, делающие большие пиры ,
Къурушар — выходцы из горного Куруша,

## Известные уроженцы
- Махди Вурванхо — вурвинский имам и участник движения против дашнаков и большевиков мая 1918 года.
- Гаджиев, Расим Гаджиевич — советский и российский поэт и прозаик, народный поэт Дагестанской АССР[2]